# Dizengoffstraße

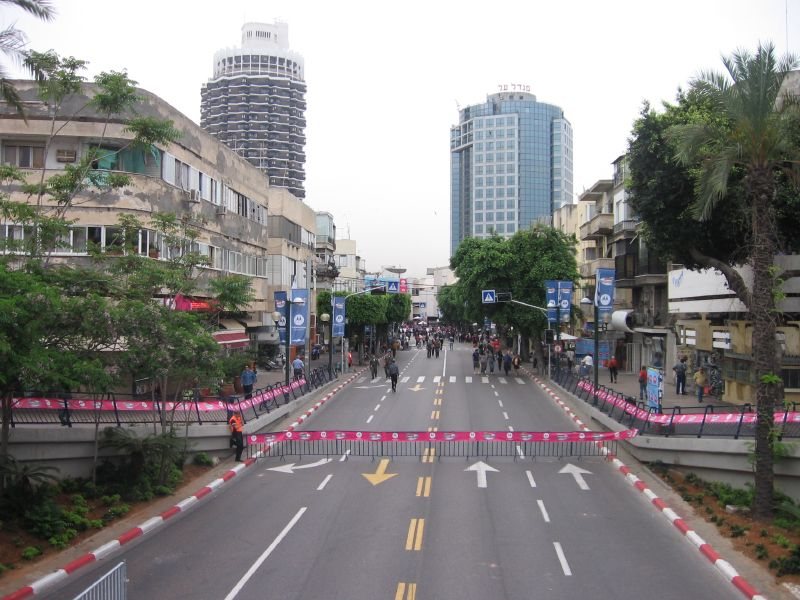
Dizengoffstraße in Richtung Süden

Die Dizengoffstraße (hebräisch רְחוֹב דִּיזֶנְגּוֹף Rəchōv Dīsengōf) ist eine Hauptverkehrsstraße in der Innenstadt von Tel Aviv. Sie ist benannt nach Me'ir Dizengoff, dem ersten Bürgermeister von Tel Aviv.
Die Straße beginnt im Süden an der Ecke Ibn-Gabirol-Straße und erstreckt sich bis zum Hafen im Norden der Stadt. Dabei überquert sie den Zina-Dizengoff-Platz und verbindet über die Verlängerung der King-George-Straße die „Weiße Stadt“ mit Neveh Tsedek.

## Geschichte

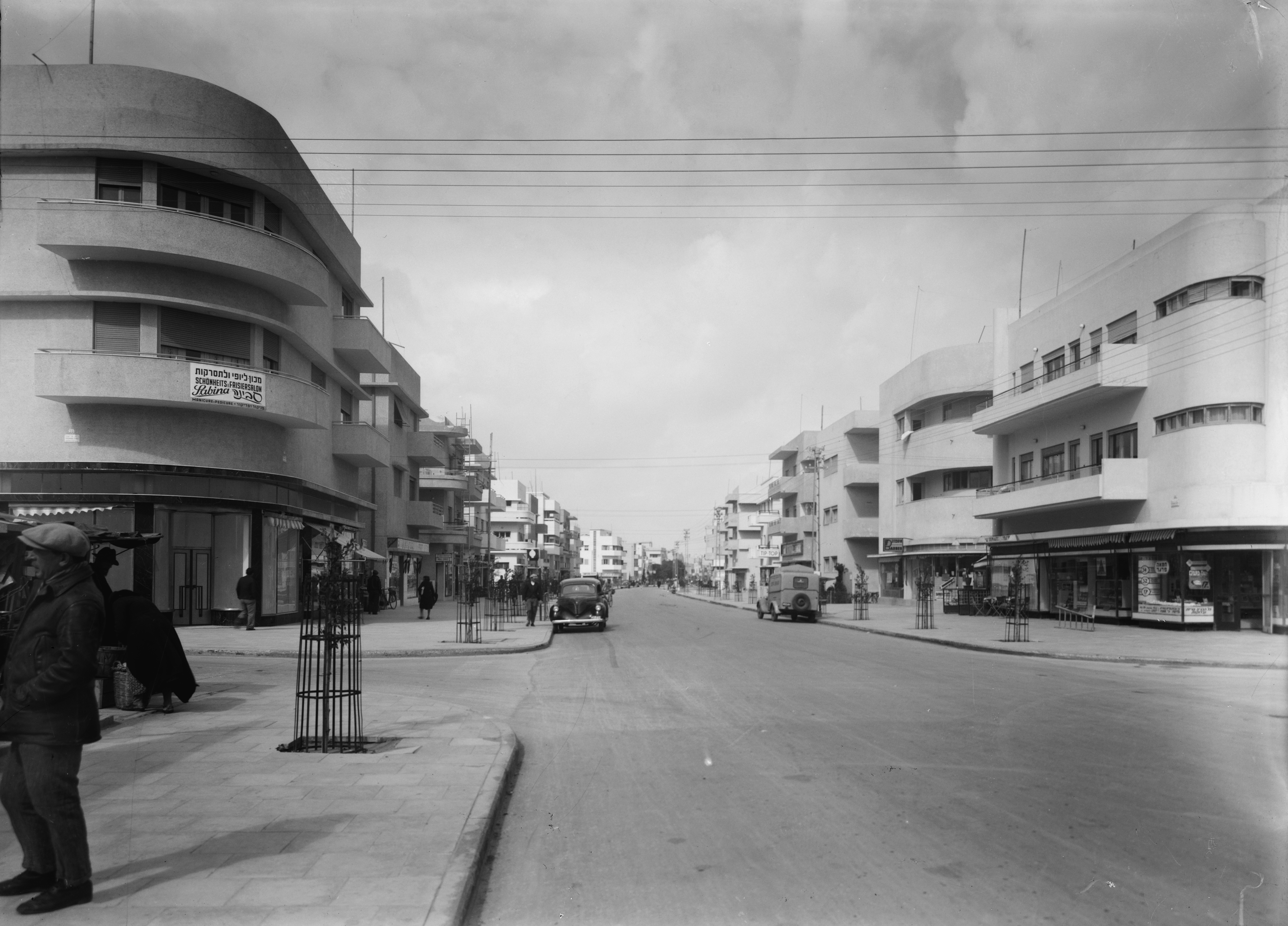
Die Straße in den 1930er-Jahren

Die Dizengoffstraße wurde zwischen 1927 und 1929 im Rahmen des Geddes-Plans als Hauptverkehrsachse der nördlichen Innenstadt Tel Avivs angelegt. 1925 hatte Bürgermeister Me'ir Dizengoff den schottischen Stadtplaner Sir Patrick Geddes für den Entwurf der ersten großen systematischen Stadterweiterung gewonnen. Unter Einbeziehung bereits entstandener Quartiere plante Geddes einen Raster aus Hauptverkehrs- und Seitenstraßen sowie öffentlichen Plätzen, der die Grundlage für die Entwicklung der Weißen Stadt bildete.
Die Dizengoffstraße entwickelte sich schnell zu einer belebten Geschäftsstraße und wurde Symbol des Aufbruchs. In ihrer Blütezeit wurde sie gar als die „Champs-Élysées von Tel Aviv“ bezeichnet. In die hebräische Umgangssprache fand sie Einzug mit dem Verb l’hizdangef (להזדנגף) – grob zu übersetzen mit dizengoffen („Die Dizengoffstraße entlang spazieren.“).

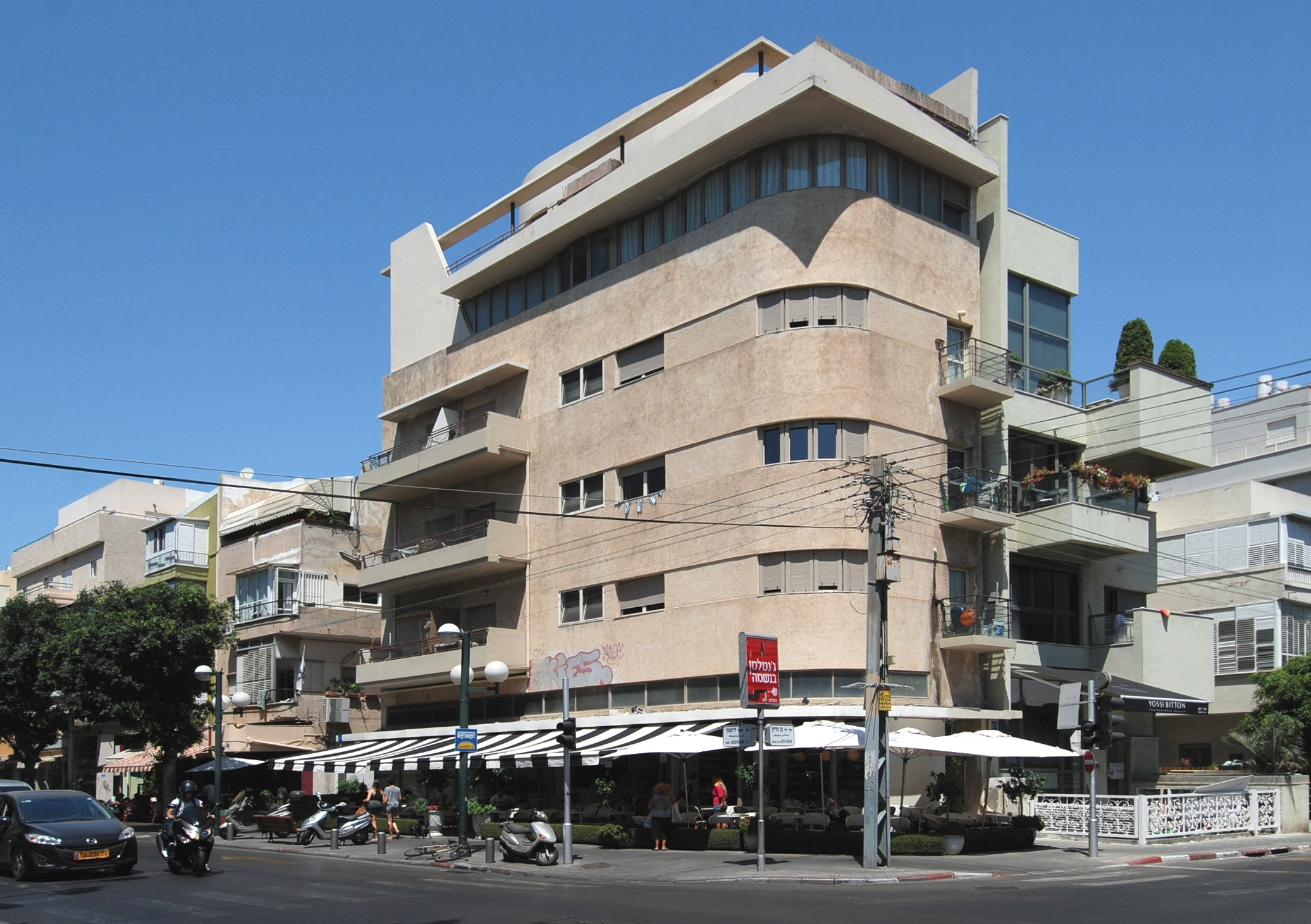
Ein Gebäude im Internationalen Stil an der Ecke Ben-Gurion-Boulevard

In den 1970er-Jahren begann mit dem Bau einer Shopping Mall, des Dizengoff Centers, der langsame Verfall der Straße. Auch der wenig einfühlsame Umbau des Zina-Dizengoff-Platzes von einem Kreisverkehr mit idyllischem Park zu einem mehrgeschossigen Schnellstraßenkreuz trug zur abnehmenden Popularität der Straße bei.

Insbesondere der südliche Abschnitt der Straße war von diesem Niedergang betroffen. Nördlich des Zina-Dizengoff-Platzes finden sich noch immer hochwertigere Modegeschäfte sowie eine Vielzahl kleiner Cafés und Bistros. In den letzten Jahren fand ein allgemeiner Aufschwung der Gegend statt: Viele der teils stark verfallenen Baudenkmale in der Weißen Stadt wurden restauriert und durch hochwertige Neubauten ergänzt. Seit Herbst 2019 ist der Platz durch den Rückbau der Fußgängerrampen und die Wiederherstellung der ursprünglichen Gestalt wieder ein zentraler Anziehungspunkt.

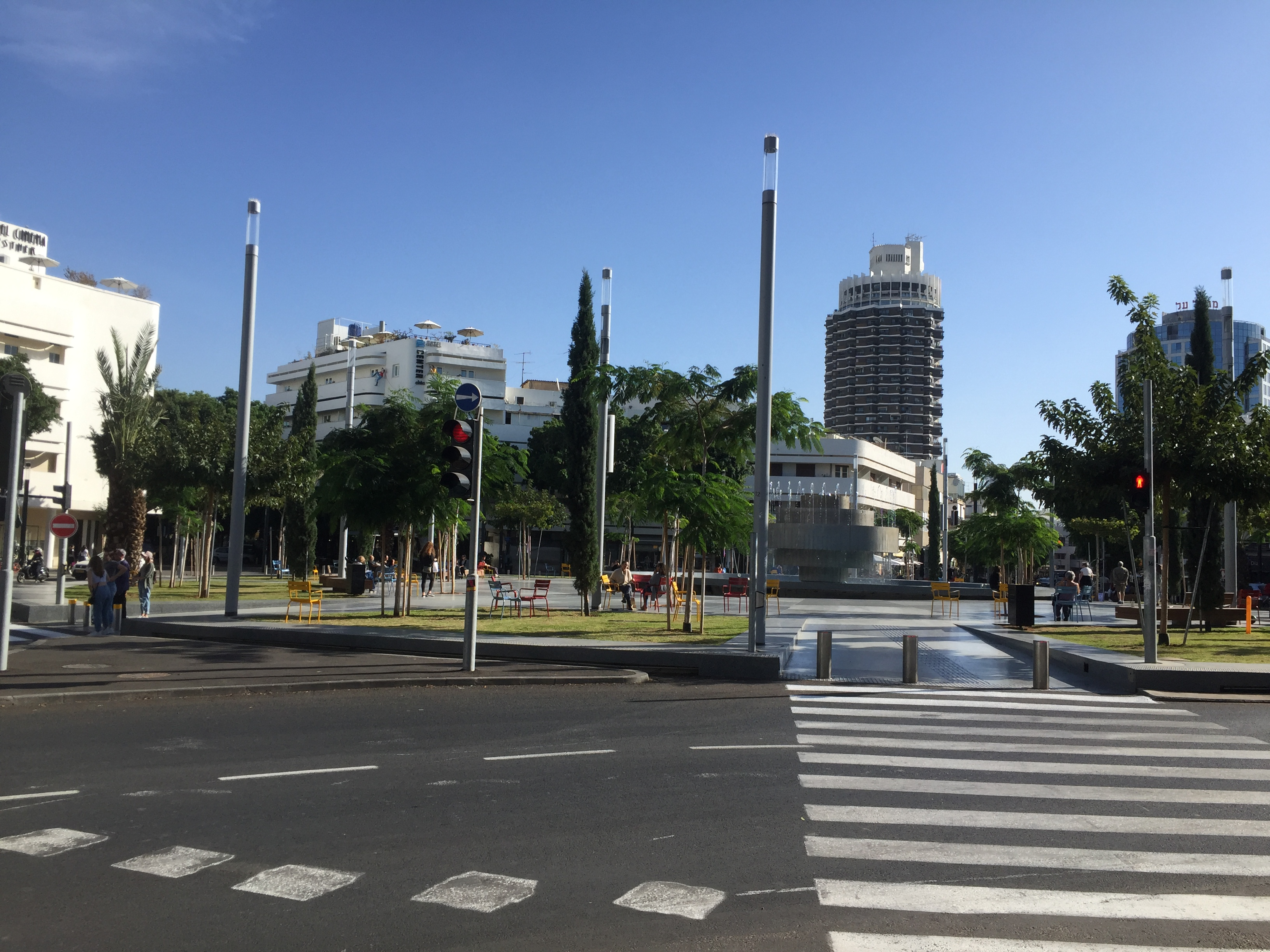
Dizengoff-Platz im Jahr 2019 (nach der Umgestaltung)